# Thespis dissimilis
Thespis dissimilis es una especie de mantis de la familia Thespidae.

## Distribución geográfica
Se encuentra en Madras (India).